# 5686 Chiyonoura
5686 Chiyonoura (1990 YQ) là một tiểu hành tinh vành đai chính được phát hiện ngày 20 tháng 12 năm 1990 bởi Masanori Matsuyama và Watanabe ở Kushiro.